# Christel Steitz
Christel Steitz (* 9. Oktober 1939 in Friedberg) ist eine deutsche Politikerin (CDU).

## Beruf und Politik
Steitz stammt aus einem 18 Hektar großen landwirtschaftlichen Betrieb in Hessen. Nach dreijähriger schulischer und zweijähriger praktischer Ausbildung sowie einer hauswirtschaftlichen Fachausbildung legte sie 1960 die Prüfung zur Hauswirtschafterin ab. In demselben Jahr begann sie, mit ihrem Ehemann Helmut, mit dem sie einen Sohn und zwei Töchter hat, den Feilbacherhof in Websweiler zu bewirtschaften (Futterbau, Milchviehhaltung). Ihr Schwiegervater war der ehemalige Präsident der Landwirtschaftskammer für das Saarland Hermann Steitz.
Seit 1970 engagiert sie sich in der Landfrauenbewegung. Im Jahr 1973 wählte man sie in den Vorstand des Landfrauenvereins Saar, 1975 wurde sie dessen Vorsitzende; sie hatte den Vorsitz bis 1990 inne. Der Deutsche Landfrauenverband, dessen Präsidium sie seit 1982 angehörte, zeichnete sie 1985 mit der Goldenen Biene aus.
Mitglied der CDU-Fraktion im Landtag des Saarlandes war sie während der zehnten und elften Legislaturperiode (1990–1999). Heute ist Christel Steitz Seniorenbeauftragte der Stadt Homburg und Vorsitzende des dortigen Seniorenbeirats.